# Alfio Fontana
Alfio Fontana (Tradate, 1932. november 7. – Milánó, 2005. február 4.) válogatott olasz labdarúgó, középpályás.

## Pályafutása

### Klubcsapatban
1952 és 1960 között az AC Milan labdarúgója volt, de az 1955–56-os idényben kölcsönben a Triestina csapatában szerepelt. A Milannal három olasz bajnoki címet szerzett. Tagja volt az 1957–58-as idényben BEK-döntős csapatnak. 1960 és 1964 között az AS Roma színeiben szerepelt és egy olaszkupa-győzelmet ért el az együttessel. Az 1960–61-es idényben tagja volt a VVK-győztes csapatnak. 1964–65-ben a Sampdoria, 1965 és 1968 között a Casale játékosa volt.

### A válogatottban
1957 és 1960 között három alkalommal szerepelt az olasz válogatottban.

## Sikerei, díjai
AC Milan
- Olasz bajnokság (Serie A)
  - bajnok (3): 1954–55, 1956–57, 1958–59
- Bajnokcsapatok Európa-kupája (BEK)
  - döntős: 1957–58

 AS Roma
- Olasz kupa (Coppa Italia)
  - győztes: 1964
- Vásárvárosok (VVK)
  - győztes: 1960–61

## Statisztika

### Mérkőzései az olasz válogatottban
| Olaszország | Olaszország       | Olaszország                       | Olaszország   | Olaszország | Olaszország | Olaszország  | Olaszország | Olaszország |
| #           | Dátum             | Helyszín                          | Hazai         | Eredmény    | Vendég      | Kiírás       | Gólok       | Esemény     |
| ----------- | ----------------- | --------------------------------- | ------------- | ----------- | ----------- | ------------ | ----------- | ----------- |
| 1.          | 1957. május 26.   | Oeiras, Estádio Nacional do Jamor | Portugália    | 3 – 0       | Olaszország | vb-selejtező | -           |             |
| 2.          | 1960. január 6.   | Nápoly, Stadio San Paolo          | Olaszország   | 3 – 0       | Svájc       | Európa-kupa  | -           |             |
| 3.          | 1960. március 13. | Barcelona, Camp Nou               | Spanyolország | 3 – 1       | Olaszország | barátságos   | -           |             |
|             | Összesen          |                                   |               | 3           | mérkőzés    |              | 0           | gól         |